# Eva Berneke
Eva Berneke, née le 22 avril 1969, est une cheffe d'entreprise danoise devenue directrice générale d'Eutelsat en 2022.

## Biographie
Elle est diplômée de l'université technique du Danemark, où elle obtient une maîtrise en génie mécanique en 1992[réf. nécessaire]. Elle est également titulaire d'un Master of Business Administration de l'Institut européen d'administration des affaires (INSEAD), obtenu en 1995[réf. nécessaire]. Elle commence sa carrière comme consultante et associée chez McKinsey en France. En 2007, elle entre chez TDC, la principale entreprise danoise de télécommunication, où elle occupe les postes de Chief Strategy officer dans la filiale "Mobiles", TDC A/S, Mobile Nordic et devient Vice-Présidente exécutive jusqu'en 2014. Elle devient ensuite en mars 2014 directrice genérale de KMD, au départ un fournisseur local d'Internet, qui devient sous sa direction la principale société danoise de logiciels et de solutions informatiques multisectorielles, et filiale du groupe japonais NEC,.   
Le 1er janvier 2022, elle prend la direction générale d'Eutelsat, la société française de satellites,. Elle est sélectionnée par un chercheur de têtes. Sa principale mission est d'assurer la transition de l'entreprise de son activité principale (la transmission "vidéo" pour les éditeurs de chaînes de télévision) vers la connectivité (Internet, services aux entreprises, aux administrations, à l'armée, à la recherche). Elle considère que l’industrie spatiale traditionnelle à base de satellites géostationnaires dont Eutelsat est l’un des principaux représentants, est compatible avec la nouvelle génération de satellites "de constellation" tels que OneWeb, dont Eutelsat est devenu actionnaire en 2021 et qui déploie une constellation inédite de 650 minisatellites en orbite basse pour fournir des services internet.
Elle est administratrice de deux entreprises danoises emblématiques, Lego et le fabricant d'éoliennes Vestas Wind Systems, et de la Banque nationale du Danemark. Elle est également membre du Conseil d'administration de l'École polytechnique.
En 2019, elle reçoit le prix Womenomics qui distingue les femmes managers danoises,.
Moins de deux mois après sa prise de fonction en tant que Directrice générale d'Eutelsat, Eva Berneke est confrontée à la crise importante que représente pour l'entreprise l'invasion de l'Ukraine par la Russie, le 24 février 2022. La Russie est en effet un marché et un partenaire important pour l'entreprise française qui y a réalisé en 2020/2021 6,3 % de son chiffre d'affaires. OneWeb est contraint d'annuler son lancement prévu le 4 mars de 36 satellites sur l'une des fusées russes Soyouz après que l'agence spatiale russe Roscosmos ait exigé une garantie que la technologie ne soit pas utilisée à des fins militaires et que le gouvernement britannique vende sa participation dans l'entreprise. Le 26 juillet 2022, Eutelsat annonce la signature d'un protocole d'accord avec OneWeb prévoyant la fusion des deux sociétés durant le premier semestre 2023.
Mais c'est surtout la question de la continuation des activités avec les deux plates-formes russes de télévision à péage, NTV Plus (filiale de Gazprom Media Holding) et Trikolor qui fait l'objet de critiques. Ces deux plates-formes diffusent en effet les principales chaînes d’État (Rossiya 1, Perviy Kanal et NTV) vers 15 millions de foyers russes, mais aussi, à partir de début mars, elles interrompent la transmissions de huit chaînes internationales d'information. Les premières critiques viennent de la presse ukrainienne, puis prennent une dimension internationale à la suite de l'action du Comité Denis Diderot, qui publie un rapport et une pétition demandant des sanctions européennes contre les deux clients russes d'Eutelsat,,. La responsabilité personnelle d'Eva Berneke est mise en cause dans la presse danoise,,,,. Confrontée à l'absence de rupture avec la machine de propagande russe que signifie la position d'Eva Berneke, l'influente journaliste Birgitte Ehradtsten va même jusqu'à remettre en cause la solidarité entre femmes. Le consultant John Strand est encore plus sévère : « En tant que PDG d'Eutelsat, Berneke avait deux choix : quitter la Russie ou rester et soutenir Poutine. Berneke non seulement rejette la direction de la boussole morale, mais elle soutient la guerre de Poutine en censurant les informations comme il l'exige ». Eva Berneke répond à ces critiques en invoquant la neutralité à laquelle son entreprise est tenue et en indiquant qu'il appartient aux régulateurs français et européens de prendre les décisions de sanctions éventuelles par rapport aux deux plates-formes. Le Comité Denis Diderot reconnaît que le Code d'éthique d'Eutelsat S.A. implique bien ce principe de neutralité mais note que les plates-formes russes ne respectent pas les principes de pluralisme inscrits dans la Convention de l'organisation intergouvernementale EUTELSAT IGO, que les principales chaînes diffusées par les deux plates-formes contiennent de la propagande de guerre voire de l'incitation au génocide et qu'Eva Berneke n'a visiblement pas sollicité les régulateurs pour permettre la rupture des contrats avec ses deux clients problématiques,. Le 18 juillet 2022, le Ministre de la Culture ukrainien Oleksandr Tkatchenko interpelle son homologue française Rima Abdul-Malak sur la question. Dans une déclaration au Telegraph, Eva Berneke déclare que les plates-formes russes distribuent surtout des chaînes de « divertissement, de sports et pour enfants ». Cette déclaration est dénoncée comme un mensonge par André Lange, coordinateur du Comité Denis Diderot.